# Alpi Calcaree Nordtirolesi
Le Alpi Calcaree Nordtirolesi (in tedesco Nordtiroler Kalkalpen) sono una sezione delle Alpi. Secondo la classificazione SOIUSA, si trovano nel settore delle Alpi Nord-orientali. La vetta più alta è il Parseierspitze (3.040 m). Si trovano in Austria (Vorarlberg e Tirolo) e Germania (Baviera).

## Classificazione

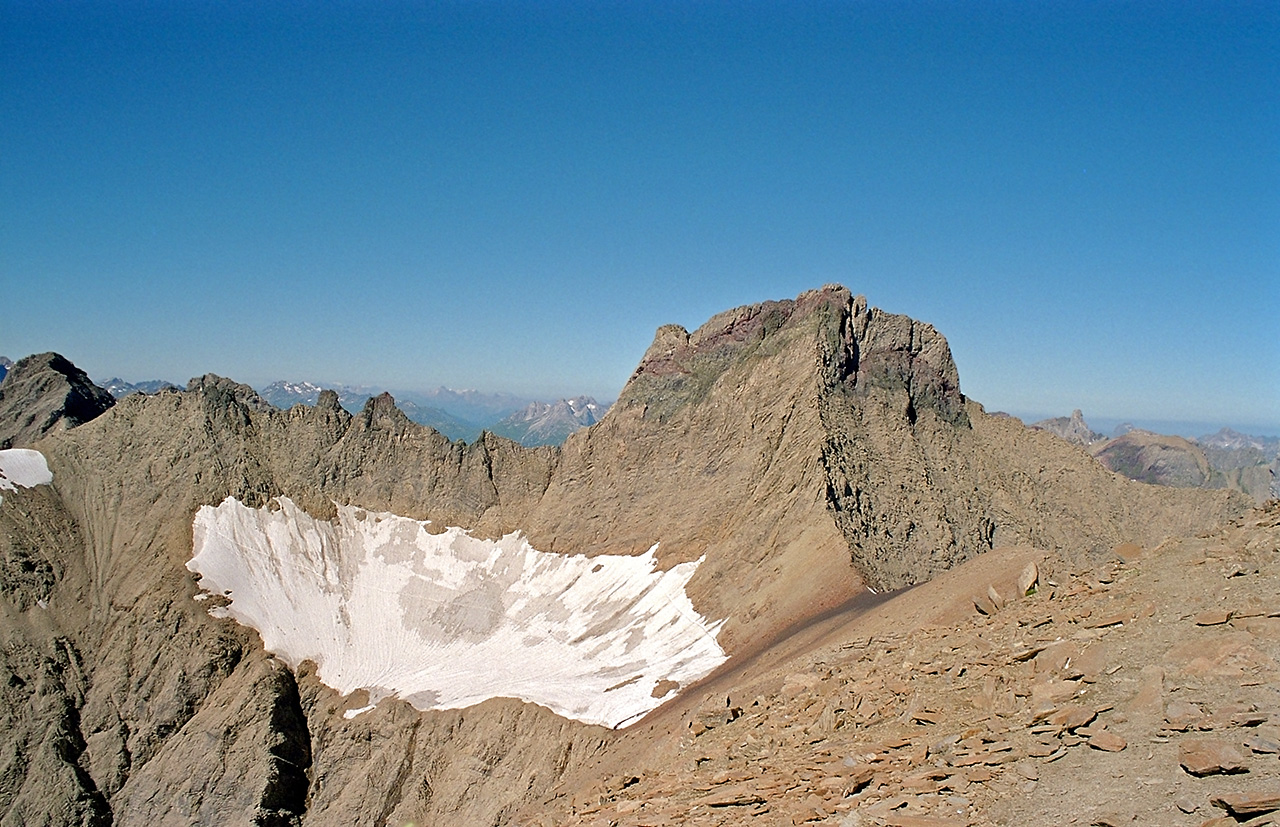
Il Parseierspitze, vetta principale del massiccio.

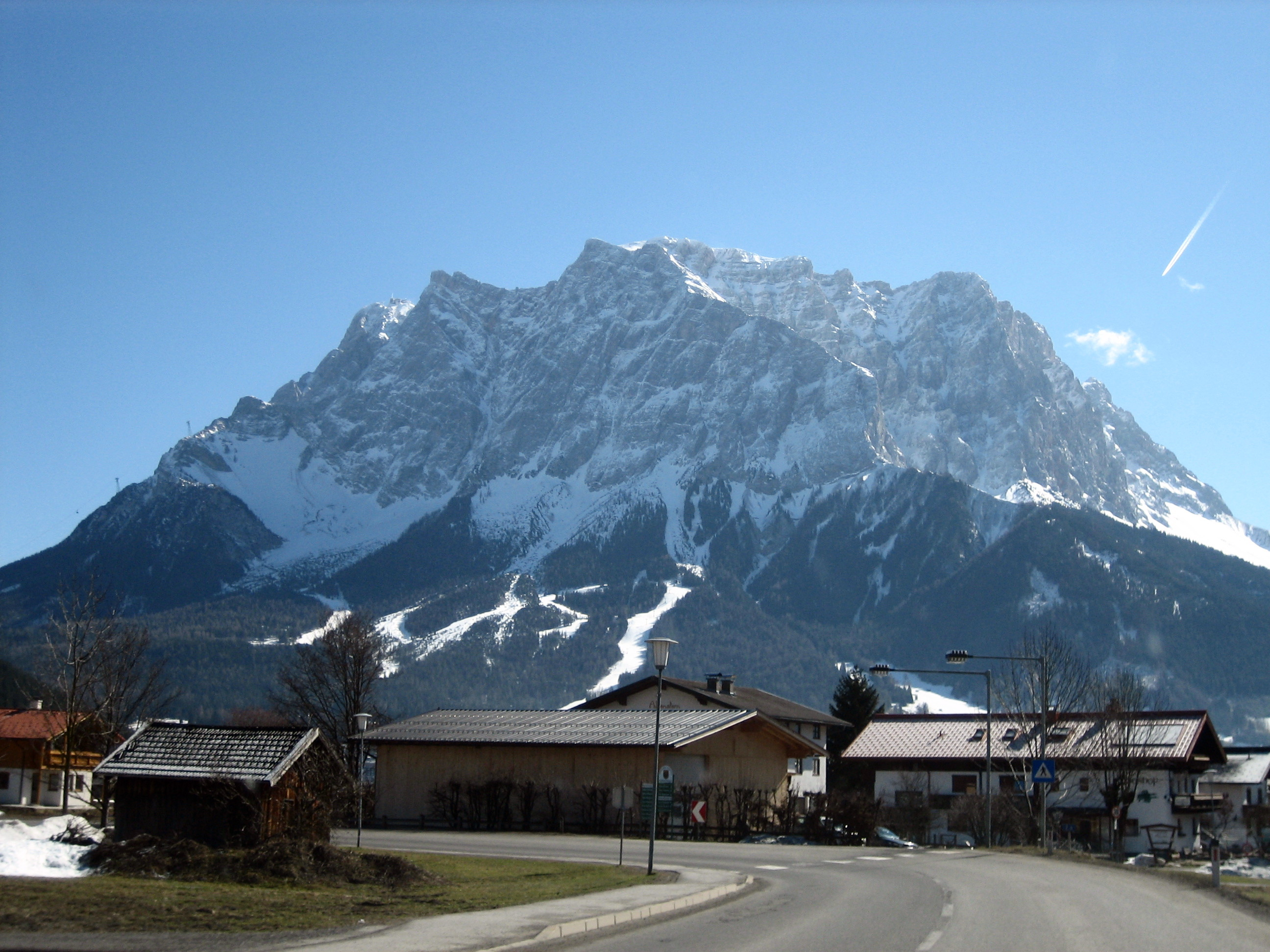
Zugspitze

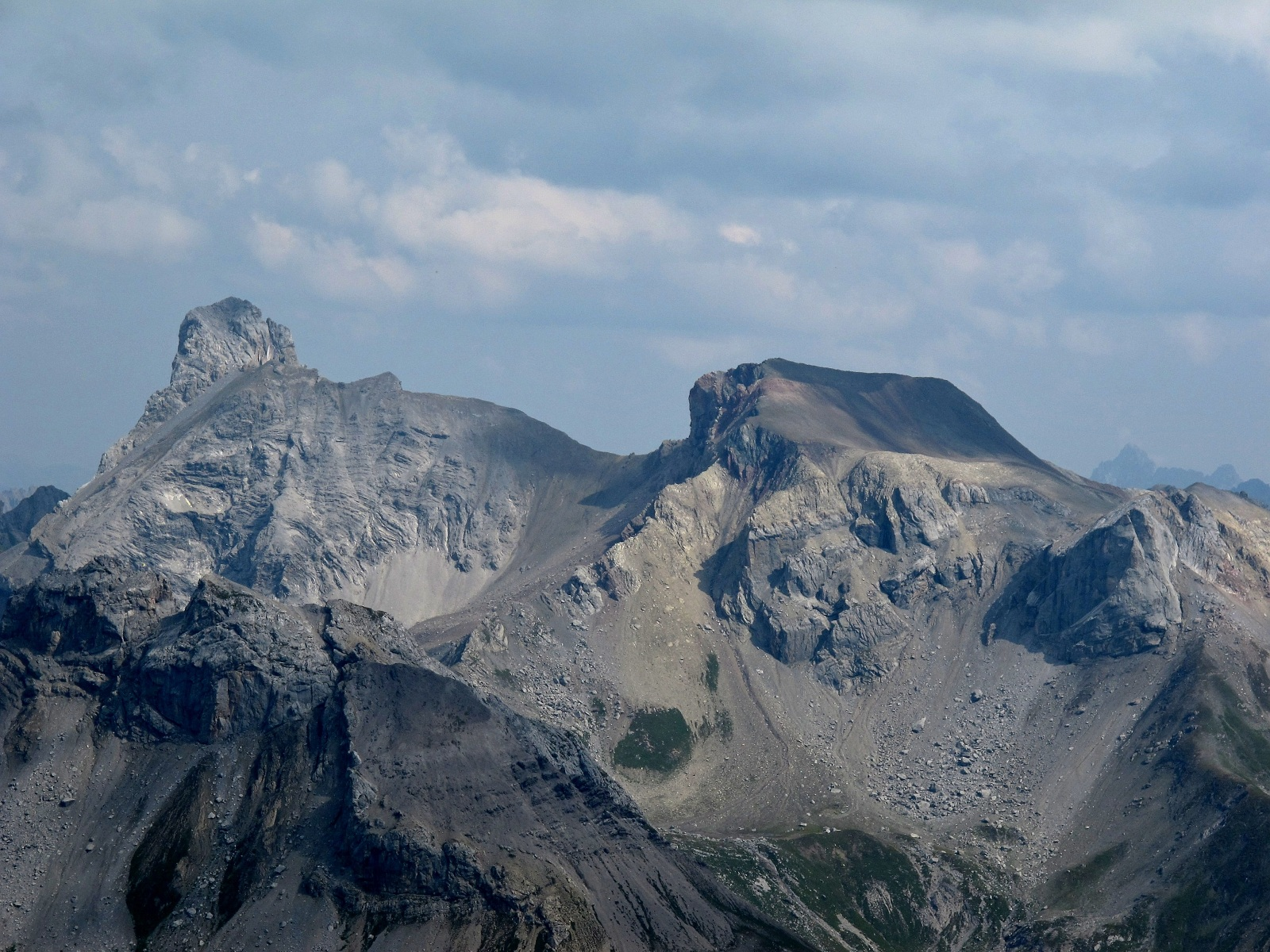
Feuerspitze

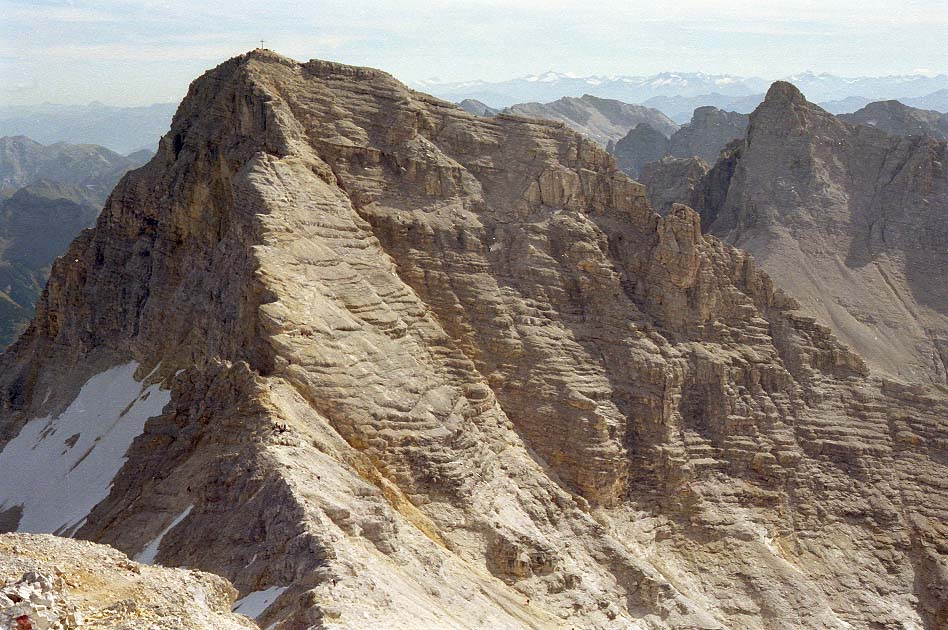
Birkkarspitze

Storicamente secondo la Partizione delle Alpi del 1926 questa sezione alpina era inserita nelle Alpi Bavaresi. Secondo la SOIUSA costituiscono una sezione alpina autonoma.

## Suddivisione
Secondo la SOIUSA le Alpi Calcaree Nordtirolesi si possono suddividere in sei sottosezioni e undici supergruppi:
- Alpi della Lechtal
  - Catena del Parseier
  - Gruppo del Namloser
- Monti delle Lechquellen
  - Catena Spuller Schafberg-Rote Wand-Braunarl
- Monti di Mieming e del Wetterstein
  - Monti di Mieming
  - Monti del Wetterstein
- Monti del Karwendel
  - Massiccio del Karwendel p.d.
  - Massiccio del Risser
- Alpi di Brandenberg
  - Monti del Rofan
  - Monti del Thiersee
- Monti del Kaiser
  - Vordere Kaisergebirge
  - Hinterere Kaisergebirge.

## Geografia
Le Alpi Calcaree Nordtirolesi confinano a nord con le Alpi Bavaresi; ad est con le Alpi Settentrionali Salisburghesi; a sud-est con le Alpi Scistose Tirolesi e le Alpi Retiche orientali; a sud con le Alpi Retiche occidentali. Non si trovano lungo la catena principale alpina ma si staccano dalle Alpi Retiche occidentali al Passo dell'Arlberg.

## Vette
Le vette più importanti sono:
- Parseierspitze - 3.036 m
- Zugspitze - 2.962 m
- Feuerspitze - 2.852 m
- Birkkarspitze - 2.749 m
- Hochwanner - 2.744 m
- Rote Wand - 2.704 m
- Ellmauer Halt - 2.344 m
- Hochiss - 2.299 m